# Quận Mariposa, California
Quận Mariposa là một quận trong tiểu bang California, Hoa Kỳ. Theo Điều tra Dân số Hoa Kỳ năm 2010, dân số là 18.251. Quận lỵ là Mariposa. Quận tọa lạc ở chân đồi phía tây của dãy núi Sierra Nevada, phía bắc Fresno, phía đông của Merced, và phía đông nam của Stockton.
Phần phía đông của quận là phần trung tâm của vườn Quốc gia Yosemite.
Không có thành phố hợp nhất nào trong quận Mariposa; tuy nhiên, có những cộng đồng được công nhận là những nơi được điều tra dân số cho mục đích thống kê. Nó cũng có sự phân biệt không có đèn giao thông vĩnh viễn ở bất cứ đâu trong quận.